# Lophura
Lophura é um gênero de aves da família Phasianidae conhecidas popularmente como "Faisão". O gênero compreende entre 9 e 11 espécies reconhecidas, dependendo do estudo aplicado. 

## Etimologia
As aves do gênero são conhecidas nos países de língua inglesa como Gallopheasant que em tradução literal significaria algo como Faisão-galo ou Faisão-galinha. 

## Descrição
Como o nome popular em outras línguas sugere(apesar de não ter um termo específico em língua portuguesa, onde são conhecidos apenas como faisão), os faisões do gênero se assemelham bastante aos galos(Gallus), apesar de tecnicamente não estarem muito aproximados destes. Em todas as espécies os machos tem um esporão pronunciado em cada perna, sendo que na fêmea esse esporão é apenas visível como um pequeno nódulo. 
Ao redor dos seus olhos há uma região de pele nua que pode ser vermelha ou azul(dependendo da espécie) com cristas esponjosas de tamanho também variável, que se tornam eréteis e se erguem durante a cópula. Essas cristas podem ser uma protuberância ou ponta sobre os olhos, ou também  uma aba saindo de suas orelhas ou barbelas. No Faisão-de-Bulwer essa crista é extremamente alargada, de modo que quando a ave abaixa sua cabeça, esta crista chega a atingir 18cm. Nas fêmeas, a porção ao redor dos olhos também é nua mas não tão extensa e também não tendo capacidade erétil.
Quanto à plumagem, todas as espécies de "Faisão-galo" apresentam forte dimorfismo sexual quando se diz respeito à plumagem. A cor marrom é predominante nas fêmeas, sendo que apenas a fêmea do Faisão-de-cauda-amarela são azul-escuras. Os machos por sua vez tem penas de cores que variam entre azul-escuro e preto, com topete exuberante e pontiagudo, com sua cauda com penas de cor entre amarelo, branco ou preto. Suas caudas são fortemente escalonadas da maioria das espécies, consistindo em 16 penas de controle , algumas das quais são muito alongadas e curvadas nos machos. O macho de Faisão-de-Bulwer tem 32 penas na cauda, que é o número mais alto em qualquer ave. No entanto, parte dela é transformada numa cauda superior.

## Distribuição e Habitat
A distribuição das espécies do gênero se dá desde a borda sul da região paleoártica pelo leste até a maior parte do sudeste asiático. São encontrados em florestas subtropicais e tropicais. Os "faisões-galo" habitam florestas primárias subtropicais ou tropicais com muita vegetação rasteira e alta arborização. Eles procuram lugares mais abertos no máximo para procurar comida, podendo ser observados na melhor das hipóteses em áreas marginais às florestas. A maioria das espécies habita terras baixas e montanhosas, porem algumas também vivem em florestas montanhosas de altitude média, enquanto o Faisão-Kalij(Lophura leucomelanos) pode ser encontrado no Himalaia até mesmo em altitudes de 3700m. Os faisões Kalij e prateado(Lophura nycthemera) são os únicos que costumam habitar áreas de arbustos e terrenos mais aberto. Na natureza são aves muito ariscas, com raros avistamentos. Em alguns lugares adotam habitats secundários como florestas alteradas pelo homem, florestas de bambu ou plantações.

## Comportamento
Pouco se sabe sobe os aspectos comportamentais das espécies, já que a maioria das observações delas se dá em aves de cativeiro. Algumas espécies parecem ser poligâmicas, enquanto outras aparentam ser monogâmicas. Porem, faltam estudos com maiores detalhes. Quando fora da época reprodutiva, muitas espécies são encontradas em pequenos agrupamentos. O cortejo do macho varia entre um simples flerte lateral do Faisão-prateado e um flerte mais elaborado dos faisões-de-Bulweri(Lophura bulweri), que se assemelha aos cortejos dos Perus. os ninhos não são construídos, mas sim alocados em buracos no solo ou na vegetação. Cada postura resulta em entre 4 e 9 ovos; sendo que o Faisão-de-Sumatra(Lophura hoogerwerfi), o Faisão-salvadorenho(Lophura inornata) e o Faisão-de-Bulweri parecem fazer a postura de apenas dois ovos. Os ovos são de cor bege-esbranquiçados ou bege-avermelhados, sem pintas, com alguns podendo ser mais escuros ao nível de um castanho-avermelhado. O período de incubação é entre 20 e 26 dias.

## Taxonomia
Os faisões do gênero Lophura tem sua classificação muito controversa. Por muito tempo eles faziam parte de vários gêneros parcialmente monotípicos e com várias subespécies e formas híbridas sendo descritas como espécies em separado. Em 1949, Jean Théodore Delacour fez a primeira tentativa de organizar a situação e resumiu todo o agrupamento de aves no gênero Lophura. Esse rearranjo é difundido até hoje, mesmo com alguns reagrupamentos e mudanças tendo sido feitos com apoio de estudos de genética molecular. Um exemplo disso é  o Faisão-imperador(Lophura imperialis), que for descrito por Delacour e que mais tarde foi considerado como um híbrido de Faisão-prateado com o Faisão-de-Edward. O status de espécie de duas espécies originárias da Sumatra e também do Lophura hatinhensis ainda é contestado, por falta de estudos detalhados sobre os mesmos.

### Espécies
| Imagem | Nome científico                        | Nome comum            | Distribuição                                          |
| ------ | -------------------------------------- | --------------------- | ----------------------------------------------------- |
|        | Lophura bulweri (Sharpe, 1874)         | Faisão-de-bulwer      | Borneo                                                |
|        | Lophura diardi (Bonaparte, 1856)       | Faisão-siamês         | Camboja, Laos, Tailândia, Vietnã no sudeste asiático. |
|        | Lophura edwardsi (Oustalet, 1896)      | Faisão-de-edwards     | Vietnã                                                |
|        | Lophura erythropthalma (Raffles, 1822) | Faisão-de-cauda-ruiva | Brunei, Indonésia, Malásia e Singapura.               |
|        | Lophura ignita (Shaw, 1798)            | Faisão-nobre          | Península da Malásia, Borneo e Sumatra.               |
|        | Lophura inornata (Salvadori, 1879)     | Faisão-desornado      | Sumatra                                               |
|        | Lophura leucomelanos (Latham, 1790)    | Faisão-kalij          | Do Paquistão ao oeste da Tailândia.                   |
|        | Lophura nycthemera (Linnaeus, 1758)    | Faisão-prateado       | Sudeste asiático e leste e sul da China.              |
|        | Lophura swinhoii (Gould, 1863)         | Faisão-de-swinhoe     | Taiwan.                                               |

- As espécies Lophura hatinhensis e Lophura hoogerwerfi são consideradas subespécies do faisão-de-edwards e do faisão-desornado, respectivamente, deixando o gênero com apenas 9 espécies. Outras subespécies as vezes são consideradas espécies distintas.
- O Faisão-imperial é considerado uma forma híbrida nascida do cruzamento entre o faisão-de-edwards e o faisão-prateado (Lophura × imperialis).

## Literatura
- Steve Madge, Philip McGowan: Pheasants, Partridges & Grouse. Helm Identification Guides, London 2002, ISBN 0-7136-3966-0.
- Heinz-Sigurd Raethel: Hühnervögel der Welt. Verlag J. Neumann-Neudamm GmbH & Co. KG, Melsungen 1988, ISBN 3-7888-0440-8.
- Alain Hennache, Pamela C. Rasmussen, V. Lucchini, S. Rimondi, E. Randi: Hybrid origin of the imperial pheasant Lophura imperialis (Delacour and Jabouille, 1924) demonstrated by morphology, hybrid experiments, and DNA analyses. In: Biological Journal of the Linnean Society, Band 80/4, Dezember 2003, S. 573–600.
- S. Moulin, E. Randi, C. Tabbaroni, A. Hennache: Mitochondrial DNA diversification among the subspecies of the Silver and Kalij Pheasants, Lophura nycthemera and L. leucomelanos, Phasianidae, Ibis 145, Heft 1, Januar 2003, S. E1–E11